# Шахтёр (волейбольный клуб, Донецк)
«Шахтёр» — волейбольный клуб из Донецка. Последний чемпион СССР.
Команда выступала в первой и высшей лиге (пять сезонов) чемпионата СССР по волейболу среди мужчин.
В 1991 году команда заняла второе место в чемпионате СССР по волейболу среди мужчин.
В 1992 году команда заняла первое место в чемпионате СССР по волейболу среди мужчин.
За команду играли: Игорь Лободюк, Виктор Коломоец, Андрей Якубовский, Евгений Ковтун, Сергей Черняга, Александр Шадчин, Юрий Коровянский, Сергей Мироненко, Валдис Лаускис.
Почти все игроки старого состава стали выступать в зарубежных клубах, у клуба были проблемы с финансами, и команда прекратила своё существование.